# Gare de Faurœulx
La gare de Faurœulx est une gare ferroviaire belge fermée des lignes 108 de Y Mariemont à Binche et 109 de Cuesmes à Chimay, située à Faurœulx, dans la commune d'Estinnes.
Mise en service en 1880 par l'Administration des chemins de fer de l'État belge, elle ferme aux voyageurs en 1962. Le bâtiment de la gare qui était l'ancien bâtiment de la gare de Piéton est transformé en habitation.

## Situation ferroviaire
Établie à 144 m d'altitude, la gare de Faurœulx était située au point kilométrique 14,2 de la ligne 108 de Y Mariemont à Binche entre les gares de gare de Bonne-Espérance et de Peissant, ainsi qu'au point kilométrique 18,8 de la ligne 109 de Cuesmes à Chimay entre les gares d'Estinnes et de Merbes-Sainte-Marie. Celle-ci se situe au croisement de ces deux lignes, entre deux bifurcations.
Au vu de sa localisation ferroviaire, la gare disposait de cinq voies pour voyageurs réparties sur trois quais.

## Histoire

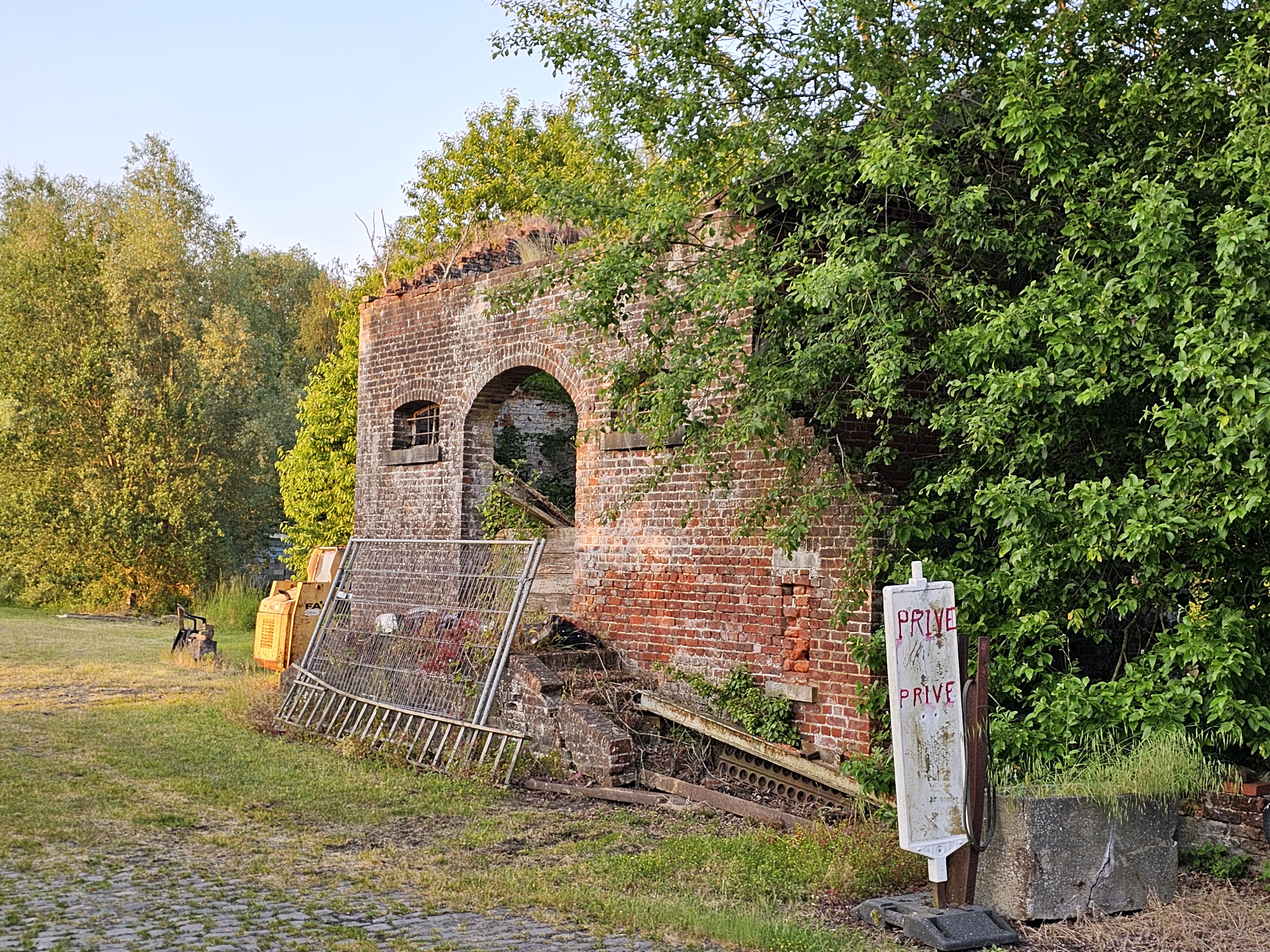
La halle aux marchandises.

La station de Faurœulx n'existe pas encore le 2 mai 1857 lorsque la Compagnie du chemin de fer du Centre ouvre à l'exploitation la section de Haine-Saint-Pierre à Erquelinnes via Binche,. Le 10 janvier 1868, la ligne 108 est embranchée à la section de Cuesmes à Bonne-Espérance faisant partie du chemin de fer de Frameries à Chimay. Après avoir souffert des errements de la Société Générale d'Exploitation et de la société de construction qui reprit ces lignes concédées, la section suivante est mise en 1er février 1877. Limitée à Bienne-lez-Happart en attendant la progression des travaux, elle part de Faurœulx, où ne se trouve toujours pas de gare.
En raison du rôle de jonction que Faurœulx est appelé à jouer, il est décidé de pourvoir Faurœulx d'une gare. À la différence des bâtiments d'origine du reste de la ligne 109 en direction de Chimay, de type 1873 faisant partie des tâches assumées par la société de construction, l’État belge, propriétaire des lignes déjà en service, finance la construction du bâtiment de Faurœulx et cherche à réaliser des économies. Une solution ingénieuse qui sera également utilisée à Renaix, Leuze ou, sur la ligne 108, à Grand-Reng, consista à démonter un bâtiment de gare obsolète mais en bon état, appelé à être remplacée par une construction plus grande, et à le remonter à Faurœulx. Le bâtiment de la gare de Piéton, construit en 1865 par la Compagnie du Centre, et le pavillon des toilettes, fut démoli et reconstruit à Faurœulx. L'adjudication passée le 1er août 1879 à la gare de Binche auprès d'entrepreneur fait état d'un montant de 6 300 à 7 400 francs belges et le transport des matériaux fut réalisé gratuitement par les Chemins de fer de l'État belge. À titre de comparaison, le nouveau bâtiment relativement de la gare de Kontich fut adjugé la même année pour 27 000 fr..
Au grand dam des habitants de Faurœulx, l'ouverture de la gare est retardée bien que le bâtiment soit déjà terminé et habité depuis le mois d'août 1880. La station de Faurœulx est finalement opérationnelle le 8 novembre 1880.
Le nœud ferroviaire de Faurœulx est complété le 1er mars 1882 par un raccord direct venant d'Estinnes, rendant possible une circulation ininterrompue de Mons à Lobbes et à partir du 10 août de la même année, la ligne atteint Chimay.
À son apogée, la gare dispose de cinq voies à quai pour les trains de voyageurs, quatre pour les marchandises ainsi que deux voies servant la cour à marchandises. Contrairement à la gare voisine de Bonne-Espérance, dont le petit bâtiment des origines sera doublé par une nouvelle construction destinée à l'accueil des voyageurs et aux bureaux, le modeste bâtiment de la gare de Faurœulx demeure en place, avec un corps central de trois travées et une aile de deux travées.
Le développement de l'automobile, du transport par camion et des lignes d'autobus entraine le déclin du chemin de fer. La section de ligne partant d'Estinnes et aboutissant à Bonne-Espèrance disparaît en 1940, les trains continuant à transiter entre ces deux points effectueront un demi-tour à Faurœulx.
La ligne 109 perd son trafic voyageurs le 30 septembre 1962 et le 4 novembre circule le dernier train de voyageurs entre Binche et Erquelinnes. Plus aucun train ne roulant sur la ligne 109 entre Vellereille-le-Sec et Bienne-lez-Happart, les rails sont retirés la même année. Sur la ligne 108, le trafic marchandises a cependant continué jusqu'en 1984, jusqu'à Grand-Reng.
Le tronçon ferroviaire inutilisé a finalement été déferré en 1987 et est depuis intégré au réseau RAVeL, sur la portion de la ligne 108 partant de la gare de Binche et de la ligne 109A partant de la gare d'Estinnes.
Le bâtiment des recettes a depuis été reconverti en logement résidentiel, sa façade faisant l'objet de plusieurs rénovations. La halle aux marchandises est laissée à l'abandon.